# واين تشابمان
واين تشابمان (بالإنجليزية: Wayne Chapman)‏ مواليد 15 يونيو 1945 في أوينسبورو، هو مدرب كرة سلة أمريكي ولاعب سابق. بدأ مسيرته الاحترافية في سنة 1968. تم اختياره من قبل فريق واشنطن ويزاردز خلال الدرافت. يبلغ طوله 6 قدم 6 بوصة (2.0 م). اعتزل اللعب في 1972. لعب مع دنفر ناغتس وانديانا بايسرز.

## روابط خارجية
- واين تشابمان على موقع سبورتس رفرنس (الإنجليزية)
- واين تشابمان على موقع كلية كرة السلة في سبورتس رفرنس.كوم (الإنجليزية)
- واين تشابمان على موقع ريلجم (الإنجليزية)
- واين تشابمان على موقع بروبوليرز (الإنجليزية)